# 順序指数函数
順序指数函数（じゅんじょしすうかんすう、英: ordered exponential）、より精確には経路順序指数函数 (英: path-ordered exponential や時間順序指数函数 (英: time-ordered exponential) は、可換代数の場合の積分を変数に取る指数函数に相応する、非可換代数上で定義される演算である（経路順序積 (path-ordered product) や時間順序積とも）。実用上は、行列環あるいは作用素の代数において順序指数函数を考える。

## 定義
K は実または複素数体、A は K 上の代数とする。写像 a: K → A によって与えられる A の元からなる一径数族 a(t) の径数 t はこの文脈ではしばしば時間径数 (time parameter) として言及される。
時間径数で径数付けられた元 a を引数とする順序指数函数は {\displaystyle {\begin{aligned}\operatorname {OE} [a](t):={\mathcal {T}}\left\{e^{\int _{0}^{t}a(t')\,dt'}\right\}&\equiv \sum _{n=0}^{\infty }{\frac {1}{n!}}\int _{0}^{t}\cdots \int _{0}^{t}{\mathcal {T}}\left\{a(t'_{1})\cdots a(t'_{n})\right\}\,dt'_{1}\cdots dt'_{n}\\&\equiv \sum _{n=0}^{\infty }\int _{0}^{t}\int _{0}^{t'_{n}}\int _{0}^{t'_{n-1}}\cdots \int _{0}^{t'_{2}}a(t'_{n})\cdots a(t'_{1})\,dt'_{1}\cdots dt'_{n-2}dt'_{n-1}dt'_{n}\end{aligned}}}
のように書かれる。ここに n = 0 の項は 1 に等しく、また {\textstyle {\mathcal {T}}} はこの指数函数が時間順であることを保証する高階演算子である（時間順であるというのは、この指数函数の展開に現れる a(t) に関する任意の積が、t が積の右から左へ向けて値が増加する順番でなければならないという意味である。模式的な例を挙げれば、{\displaystyle {\mathcal {T}}\left\{a(1.2)a(9.5)a(4.1)\right\}=a(9.5)a(4.1)a(1.2).} のように並べ替える）。このような制限は、考える代数が必ずしも可換でないところで積を考えるので必要になる。
この演算によって、径数付けられた元は径数付けられた元の上に写される。記号で書けば {\displaystyle \operatorname {OE} \colon (K\to A)\to (K\to A).}
このような積分をより厳密に定義する方法は様々あり、以下にいくつか挙げる。

### 指数函数の順序積
順序指数函数を、無限小指数函数の左乗法的積分、あるいは同じことだが指数函数の順序積の項の数を無限大にした極限 {\displaystyle \operatorname {OE} [a](t)=\prod _{0}^{t}e^{a(t'){\mathit {dt'}}}:=\lim _{N\to \infty }e^{a(t_{N})\Delta t}e^{a(t_{N-1})\Delta t}\cdots e^{a(t_{1})\Delta t}e^{a(t_{0})\Delta t}} として、定義することができる。ただし、時間モーメント {t0, …, tN} は（Δt ≡ t⁄N として）ti ≡ iΔt (i = 0, …, N) と定める。
この順序指数函数は実は幾何積分である。

### 微分方程式の解
順序指数函数を以下の微分方程式の初期値問題 {\displaystyle {\frac {d}{dt}}\operatorname {OE} [a](t)=a(t)\operatorname {OE} [a](t),\quad \operatorname {OE} [a](0)=1} のただ一つの解として定義することができる。

### 積分方程式の解
順序指数函数は以下の積分方程式 {\displaystyle \operatorname {OE} [a](t)=1+\int _{0}^{t}a(t')\operatorname {OE} [a](t'){\mathit {dt'}}} の解である。この積分方程式は先の微分方程式の初期値問題に同値である。

### 無限級数展開
順序指数函数は、無限和 {\displaystyle \operatorname {OE} [a](t)=1+\int _{0}^{t}a(t_{1}){\mathit {dt}}_{1}+\int _{0}^{t}\!\!\int _{0}^{t_{1}}a(t_{1})a(t_{2})\,{\mathit {dt}}_{2}{\mathit {dt}}_{1}+\cdots } として定義することができる。この無限級数展開は、先の積分方程式を漸化式と見て再帰的に代入していくことで導出できる。

## 例
多様体 M が与えられ、その上の接束の元 e ∈ TM に群作用 g: e ↦ ge が定義され、一点 x ∈ M において {\displaystyle de(x)+\operatorname {J} (x)e(x)=0} を満足するものとする。ここに d は外微分で、J(x) は e(x) に作用する接続作用素（1-形式場）である。
上の条件式の両辺を積分するとき（ここでの {\textstyle \operatorname {J} (x)} は座標基底で表された接続作用素として）、因子の順番を経路 γ(t) ∈ M に沿って並べる経路順序作用素 P を用いれば{\displaystyle e(y)=\operatorname {P} \exp \left(-\int _{x}^{y}\operatorname {J} (\gamma (t))\gamma '(t)\,dt\right)e(x)} が成り立つ。
特別の場合として、J(x) が反対称作用素で、経路 γ が辺の長さ |u|, |v| の x, x + u, x + u + v, x + v を頂点とする矩形であるとき、上記の等式は簡単になり {\displaystyle {\begin{aligned}&\operatorname {OE} [-\operatorname {J} ]e(x)\\[5pt]={}&\exp[-\operatorname {J} (x+v)(-v)]\exp[-\operatorname {J} (x+u+v)(-u)]\exp[-\operatorname {J} (x+u)v]\exp[-\operatorname {J} (x)u]e(x)\\[5pt]={}&[1-\operatorname {J} (x+v)(-v)][1-\operatorname {J} (x+u+v)(-u)][1-\operatorname {J} (x+u)v][1-\operatorname {J} (x)u]e(x)\end{aligned}}} と書ける。これにより、群作用に関する恒等式 {\textstyle \operatorname {OE} [-\operatorname {J} ]\mapsto g\operatorname {OE} [\operatorname {J} ]g^{-1}} を得る。{\displaystyle -\operatorname {J} (x)} が滑らかな接続ならば、上式を無限小量 |u|, |v| に関して二次まで展開して、曲率テンソルに比例する項を持つ順序指数函数の間の恒等式が得られる。